# Robert Andersson (fotbollsspelare)
Robert Andersson, född 22 augusti 1971, är en svensk före detta fotbollsspelare. Huvuddelen av sin karriär tillbringade han i Halmstads BK.
Robert Anderssons moderklubb var Torups BK. 1991 gick han till Halmstads BK. Det stora genombrottet kom 1995 då han gjorde 11 mål i Allsvenskan och debuterade i landslaget, i karriärens enda landskamp. Halmstad vann detta år Svenska cupen och kom trea i Allsvenskan. 1997 köptes han av IFK Göteborg för ca 7,5 miljoner kronor, den dittills dyraste värvningen inom Sverige. Då han spelat halva säsongen för Halmstad blev han ändå guldmedaljör då laget detta år vann SM-guld, medan Göteborg blev tvåa.
För IFK Göteborg gjorde Andersson mål mot Rangers i Champions League-kvalet, och bidrog på så vis att ta laget till gruppspelet, men hade i övrigt svårt att prestera. 1999 hyrdes han av grekiska Iraklis men drabbades mögelallergi och återvände till Sverige efter bara några månader. Han hade fortfarande kontrakt med IFK Göteborg men hyrdes ut till Halmstads BK. Han blev kvar i Halmstad under resten av sin professionella karriär, vilken avslutades efter säsongen 2003. Han tog 2000 sitt andra SM-guld med klubben. 2002 fick han dotter och 2005 en pojke.
Robert Andersson gjorde sammanlagt 227 allsvenska matcher, varav 209 (och 70 mål) för Halmstads BK och 18 (3 mål) för IFK Göteborg. För HBK gjorde han totalt 378 matcher.